# Clara Calamai
Clara Calamai (Prato, 1909. szeptember 7. – Rimini, 1998. szeptember 21.) olasz színésznő.

## Életpályája
Táncot és zenét tanult. 1938-tól szerepelt filmekben. Az 1930-as évek végén és az 1940-es évek elején a legnépszerűbb sztárok egyike volt.

## Munkássága
Történelmi témájú produkciók kedvelt, érdekes arcú hősnője. Első színészi alakítása az 1938-as Pietro Micca-ban volt, amelyet Aldo Vergano rendezett. Legemlékezetesebb alakítása azonban mai (1971) témához, a neorealista irányzat úttörő alkotásának, Luchino Viscontinak Megszállottság (1943) című filmjéhez fűződik. 1946-ban Anna Magnani helyett neki ajánlották fel A házasságtörő című film egyik szerepét, amelyet Duillo Coletti rendezett, és amellyel 1946-ban a legjobb színésznőnek járó Ezüst Szalag díjat nyert. 1957-ben egy prostituáltat játszott Luchino Visconti Fehér éjszakák című filmjében. Játszott a színpadon, később a televízióban is. A nyugdíjas éveiben, 1975-ben még visszatért a Mélyvörös című horrorfilmben, ahol Marta-t alakította, és amelyet Dario Argento rendezett.

## Magánélete
1945–1959 között Leonardo Bonzi (1902–1977) olasz filmproducer volt a férje.

## Filmjei
- Ettore Fieramosca (1938)
- Pietro Micca (1938)
- A láthatatlan társ (Il socio invisibile) (1939)
- Boccaccio (1940)
- Fracassa kapitány (Capitan Fracassa) (1940)
- Isten veled, ifjúság! (Addio, giovinezza!) (1940)
- Caravaggio (1941)
- Fények az éjszakában (1941)
- Maláji kalózok (1941)
- Őnagysága betoppan (1941)
- Gúnyvacsora (La cena delle beffe) (1941)
- A navarrai királynő (Regina di Navarra) (1942)
- Megszállottság (1943)
- Isten veled, szerelmem! (Addio, amore!) (1943)
- IV. Henrik (Enrico IV) (1943)
- Egy kis feleség (Una piccola moglie) (1943)
- A Materassi nővérek (Sorelle Materassi) (1944)
- Két névtelen levél (Due lettere anonime) (1945)
- A házasságtörő (L'adultera) (1946)
- Padova zsarnoka (Il tiranno di Padova) (1946)
- Botcsinálta sikkasztó (1946)
- Amikor az angyalok alszanak (Cuando los ángeles duermen) (1947)
- Szerelmesek szerelem nélkül - Kreutzer-szonáta (Amanti senza amore) (1948)
- Szicíliai vecsernye (Vespro siciliano) (1949)
- Fehér éjszakák (1957)
- Aphrodité, a szerelem istennője (Afrodite, dea dell'amore) (1958)
- Tom Jones (1963)
- Boszorkányok (1967)
- Mélyvörös (1975)

## Fordítás
- Ez a szócikk részben vagy egészben  a   Clara Calamai című angol Wikipédia-szócikk fordításán alapul.  Az eredeti cikk szerkesztőit annak laptörténete sorolja fel. Ez a jelzés csupán a megfogalmazás eredetét és a szerzői jogokat jelzi, nem szolgál a cikkben szereplő információk forrásmegjelöléseként.